# Памятники Воронежа
В Воронеже сохранились памятники Ивану Никитину, Алексею Кольцову. Памятники В. И. Ленину и Петру I были восстановлены. В конце XX века были установлены памятники Ивану Бунину и Андрею Платонову. Более 100 мемориальных досок. Многие архитектурные памятники старины находятся в процессе экспертизы и регистрации.

## Памятники и мемориалы
В Воронеже установлены памятники поэтам и писателям. Памятник Ивану Саввичу Никитину установлен 29 октября 1911 года. Сейчас он находится на Никитинской площади. Автор и художник — И. А. Шуклин В 1933 году был перенесён в Кольцовский сквер, но в 1973 году возвращён обратно.
Памятник Алексею Васильевичу Кольцову находится в Кольцовском сквере. Он установлен в 1868 году по инициативе сестры поэта А. В. Кольцовой на средства жителей Воронежа. Скульптор — Августино Трискорни. Памятник Кольцову, Алексею Васильевичу (Советская площадь) установлен 22 октября 1976 года на Советской площади. Существует легенда, что это бывший памятник Сталину). Установлен Автор памятника — П. И. Бондаренко. Архитектурная часть проекта — архитектор И. А. Савичев.
Рядом с Воронежским государственным цирком им. А. Л. Дурова находится Литературный некрополь — могилы А. В. Кольцова, его родственников, И. С. Никитина и писательницы Елизаветы Митрофановны Милицыной (ул. Моисеева)
Памятник Андрею Платонову установлен рядом с третьим корпусом Воронежского государственного университета (проспект Революции, 24)
Памятник Бунину, Ивану Алексеевичу установлен за главным зданием Воронежской областной универсальной научной библиотеки им. И. С. Никитина (пл. Ленина)
Памятник Есенину, Сергею Александровичу уставлен рядом с пересечением ул. Кардашова и ул. К. Маркса.
Памятник Высоцкому, Владимиру Семёновичу установлен у Института физкультуры, улица Карла Маркса, 59.
В городе также установлены памятник А. С. Пушкину (площадь Ленина) и памятник Осипу Мандельштаму (парк «Орлёнок»).
В сквере около городской больницы № 3 в 2008 году установлен памятник медицинским работникам, а на ул. Мичурина — памятник почвоведу Константину Глинке.
На Проспекте Революции (пр. Революции, д. 50), у Театра кукол, установлен памятник псу Биму — герою повести Гавриила Троепольского «Белый Бим Чёрное ухо».

Памятник на месте первого в СССР парашютного десанта.

В 2003 году на улице Генерала Лизюкова был установлен памятник котёнку — герою мультфильма «Котёнок с улицы Лизюкова».
- Некрополь около детского парка «Орлёнок» (ул. Фридриха Энгельса)
- Памятник жертвам белого террора располагается в сквере между ул. Орджоникидзе и ул. Дзержинского. Автор проекта — А. И. Попов-Шаман (1903—1969 гг). Памятник открыт 7 ноября 1929 г.

В Воронеже установлены памятники Петру I в Петровском сквере.
Макет корабля «Меркурия» установлен на бетонной опоре посреди Воронежского водохранилища у Вогрэсовского моста. Это был один из кораблей, построенных на Воронежской верфи.
Памятник Ленину установлен на площади Ленина.
На месте высадки первого воздушного десанта в СССР уставлен памятный знак.
- Памятный знак воинам, погибшим в боевых действиях (рядом с центральным автовокзалом)
- Памятник святителю Митрофану Воронежскому (Первомайский сад)

## Памятники и мемориалы, связанные с Великой Отечественной войной
Полуразрушенная ротонда областной больницы
Областная больница была взорвана во время Великой Отечественной войны. После войны это здание оставлено как памятник. Он расположен на пересечении ул. 45 стрелковой дивизия и ул. Транспортной. В 2008 году часть купола ротонды обвалилась.
Мемориальный комплекс в честь разгрома немецко-фашистских войск под Воронежем
Памятник, вечный огонь, стела с орденом Отечественной войны первой степени располагаются на пл. Победы.
Памятник Славы
Памятник является мемориальным комплексом на братской могиле воинов Советской Армии, погибших в боях за Воронеж в 1942—1943 гг. Он расположен на пересечении Московского просп. и ул. Хользунова. В братской могиле воинов похоронено около 10 тыс. человек. Мемориал был открыт 25 января 1967 года. Скульптор — Ф. К. Сушков, архитектор — А. Г. Бузов.
Памятник Черняховскому
Памятник находится на площади Черняховского. Дважды герой Советского Союза генерал армии Иван Данилович Черняховский (29 (16) июня 1906 — 18 февраля 1945), руководил боями за освобождение Воронежа. Памятник И. Д. Черняховскому в 1991 году был перевезён из Вильнюса.
- Памятный знак войскам, оборонявшим город («Здесь в 1942-43 годах не прошел враг!» (сквер ДК им. Кирова)
- Чижовский плацдарм (ул. 20 лет Октября)
- Братская могила и мемориал в центральном парке культуры и отдыха (ул. Ленина)
- Мемориальный комплекс «Песчаный Лог» (на южной окраине Воронежа по дороге на село Малышево)
- Памятник «Бомбардировщик „Ил-2“» (на площади рядом с Авиационным заводом)
- «Памятник в бывшем саду пионеров» установлен недалеко от перекрестка ул. Театральная и ул. Карла Маркса. На этом месте погибли от бомбы немецкого самолёта более 300 детей.
- «Воинский мемориал» село Подгорное, Коминтерновского района установлен на братской могиле по официальным данным 2294 воинам.
- «Музей-диорама», стела «Город воинской славы» и военная техника перед центром военно-патриотического воспитания в парке Патриотов (Ленинский проспект, Левобережный район). В 1969—1989 на этом месте находился памятник (автор-воронежский скульптор В. К. Мельниченко): на постаменте высотой 2,5 метра шестиметровый бронзовый солдат, разломивший фашистскую свастику[4].
- Воинский мемориал в парке Юннатов.
- Воинские мемориалы (на ул. Ломоносова и на ул. Тимирязева).
- Воинский мемориал в поселке Шилово.
- Памятник Советским летчикам сражавшимся в Воронежском небе (перекресток ул. Космонавтов и Ворошилова)
- Памятный знак в сквере Дворца культура ОАО « Воронежсинтезкаучук».
- Установка БМ-13 (неофициальное название — «Катюша») на территории завода ИМ «Коминтерна».
- Памятный знак на месте формирования Воронежского добровольческого полка в Первомайском городском саду.
- Памятник погибшим военным в мирное время на стадионе «Динамо»
- Воинский мемориал в Отрожке на ул. Молодёжной.
- Памятник-обелиск солдатам, погибшим в Отечественной войне 1812 года, Первой мировой войне и Великой Отечественной войне 1941—1945 годов[5]
- Памятник фронтовому почтальону[6]
- Памятник героям-красноармейцам. Установлен в сентябре 2023 года. Посвящён бойцам Красной Армии, закрывшим в годы Великой Отечественной войны собой амбразуры пулемётных огневых точек противника. Известны имена четырёх красноармейцев — Михаил Бовкун, Геннадий Вавилов, Михаил Абызов и Лазарь Дзотов[7].

## Исторические памятники
Пограничный знак Троицкой слободы
Пограничный знак Троицкой слободы был установлен в 1867-ом году после конфликта с Троицким сельским обществом при строительстве железной дороги. Таких знаков было три, но сохранился только один. В 1970 году был передвинут и повёрнут. В середине 2008 года этот знак находится вблизи железнодорожного полотна, у д. 32 по улице Луначарского.
Терновое кладбище (1770—1940гг)
Терновое кладбище охраняется государством, как исторический памятник. На этом кладбище похоронены участники войны 1812 года, участник Суворовского похода. Это кладбище не было престижным; богатых и известных людей хоронили на Чугоновском кладбище.
Коминтерновское кладбище (Московский проспект)
На это кладбище были перенесены со старых кладбищ надгробья XIX в — начала XX в. Многие надгробья были использованы для новых захоронений.
Входной пилон ограды Вознесенского (Чугуновского) кладбища
Этот пилон поставлен примерно в XIX веке. Этот исторический памятник находится рядом с церковью пророка Самуила (ныне ул. Карла Маркса, 114а) недалеко от Дворца спорта «Юбилейный».

## Галерея

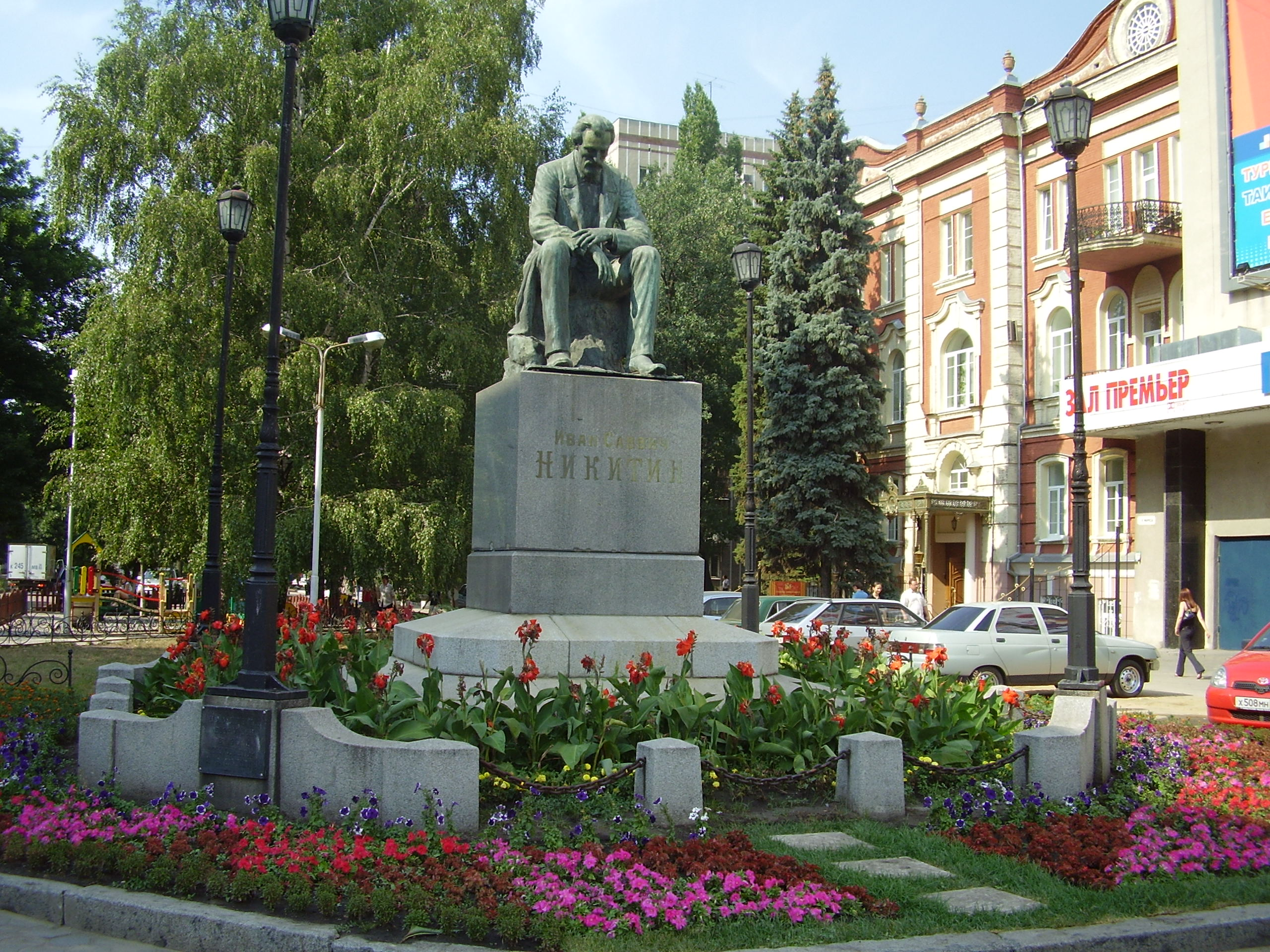
Воронеж, памятник И. С. Никитину (1824—1861 гг)
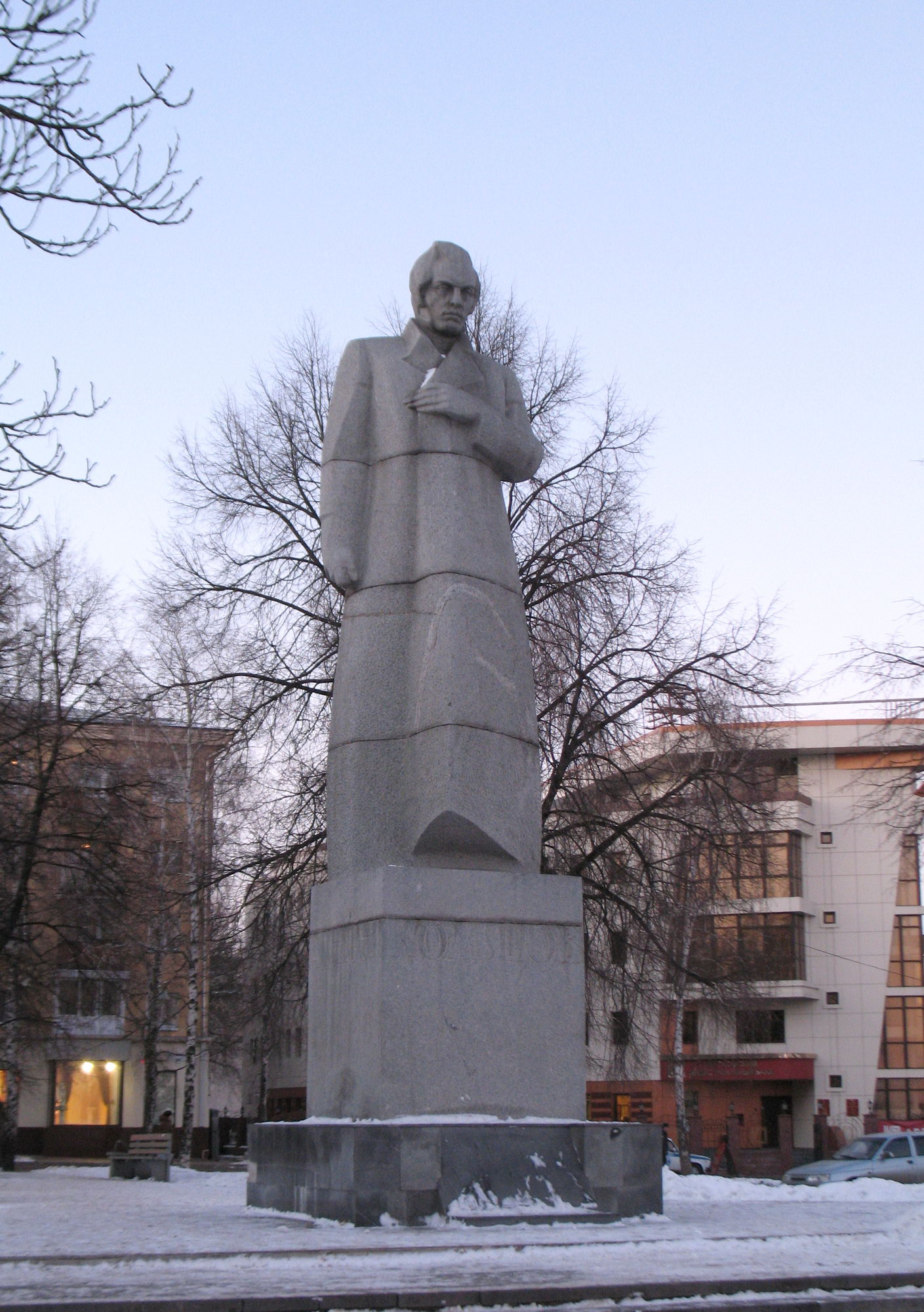
Памятник Алексею Кольцову (Советская пл.)
Памятник А. С. Пушкину
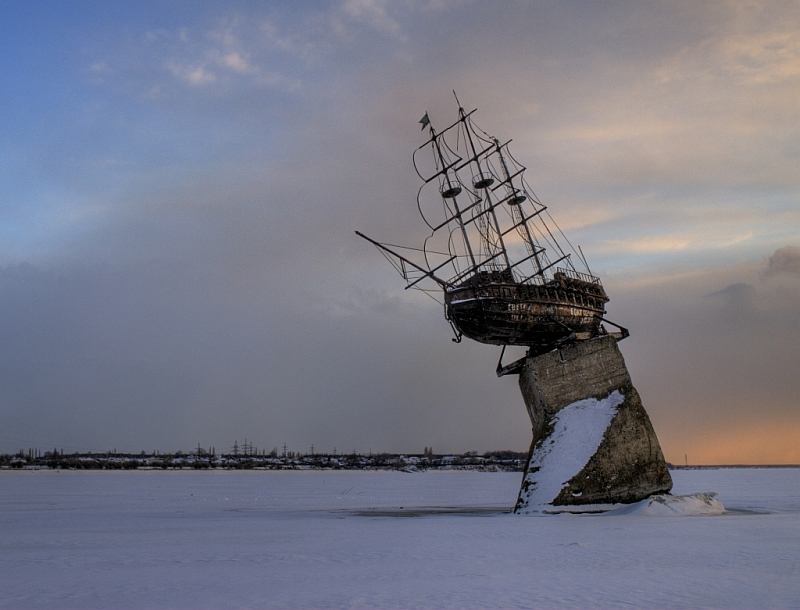
Макет корабля «Меркурий»
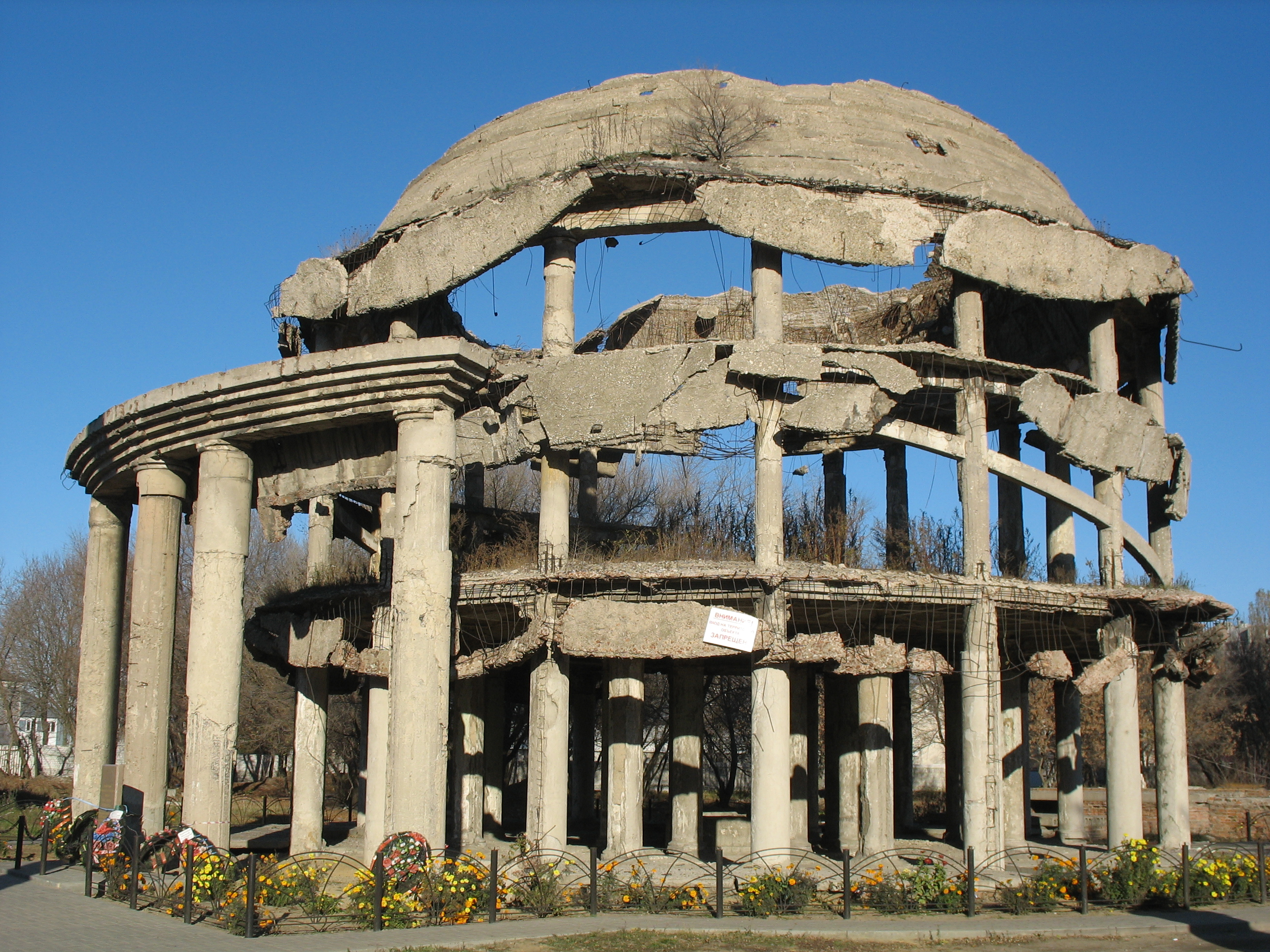
Разрушенная во время войны Областная детская больница (сохраняется как памятник)
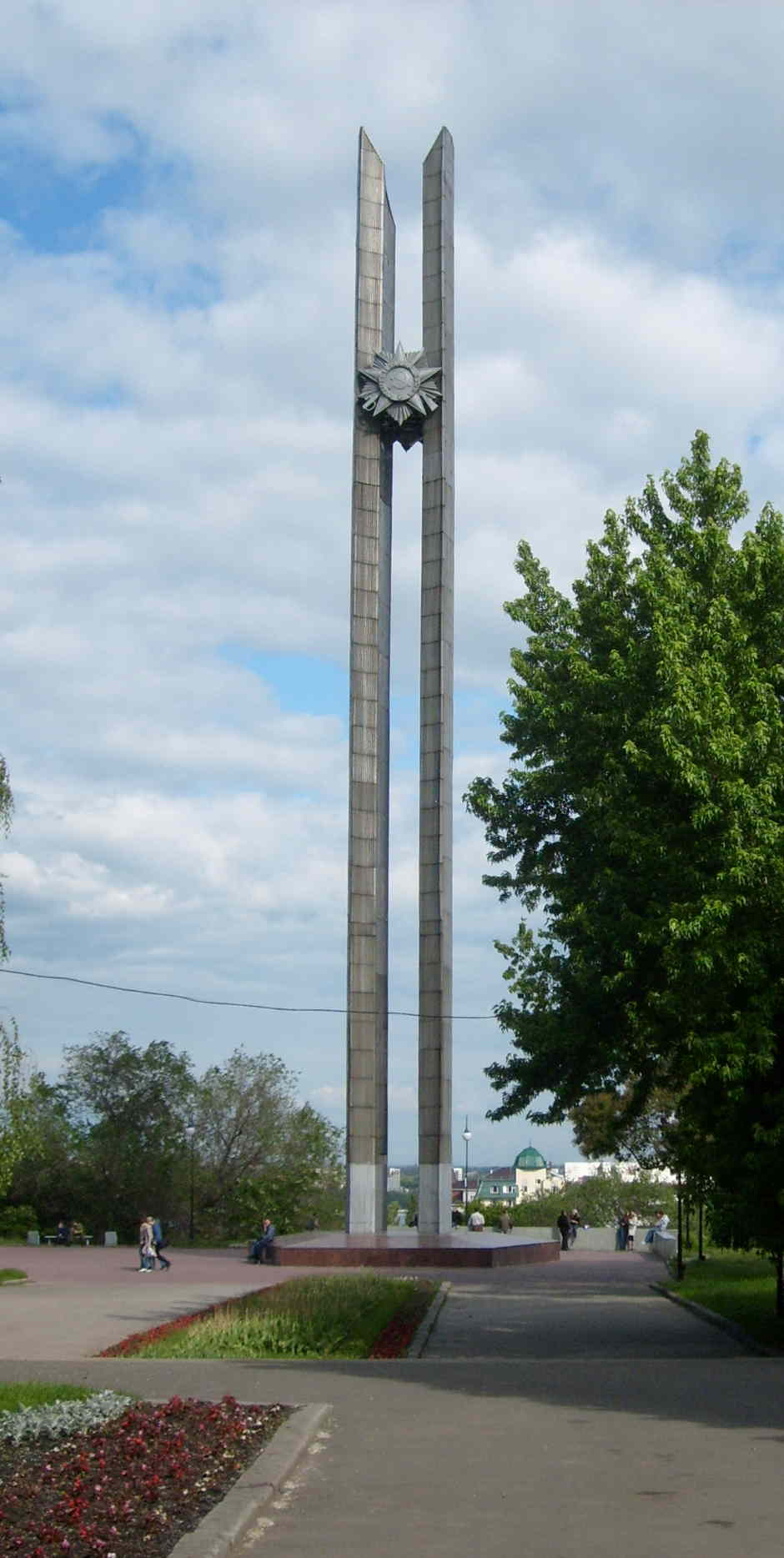
Стела на Площади Победы
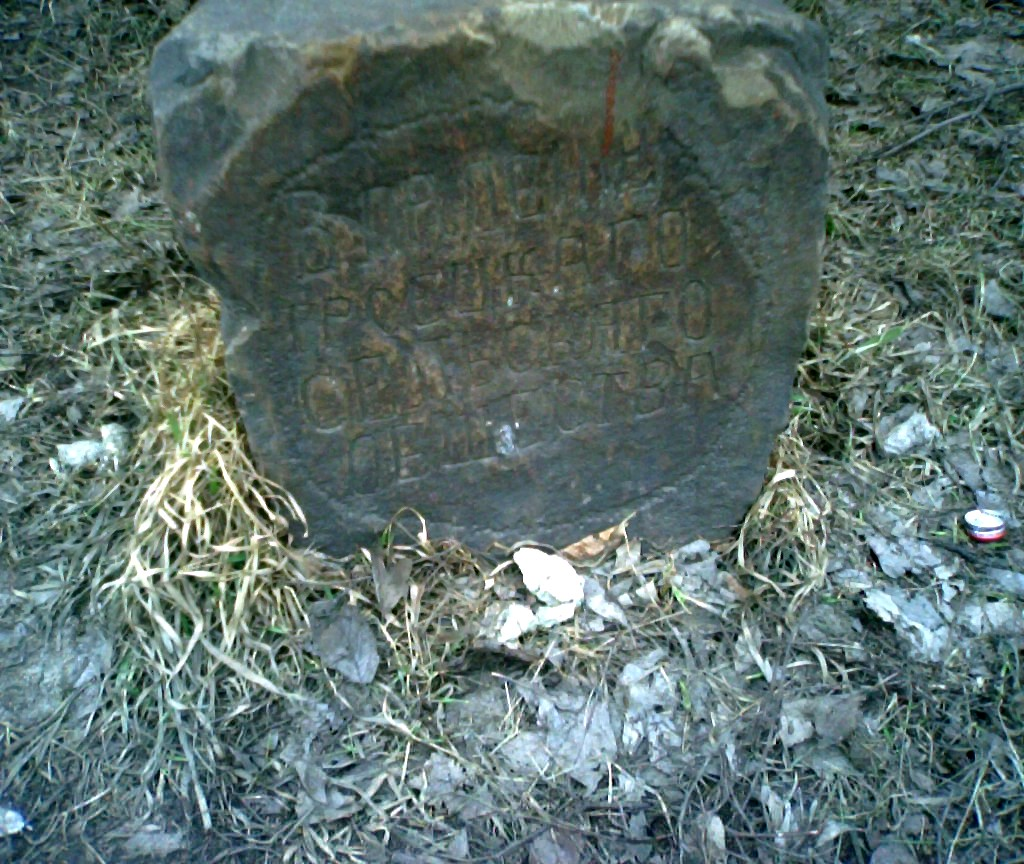
Воронеж, Пограничный знак Троицкой слободы, установленный в 1867-м году
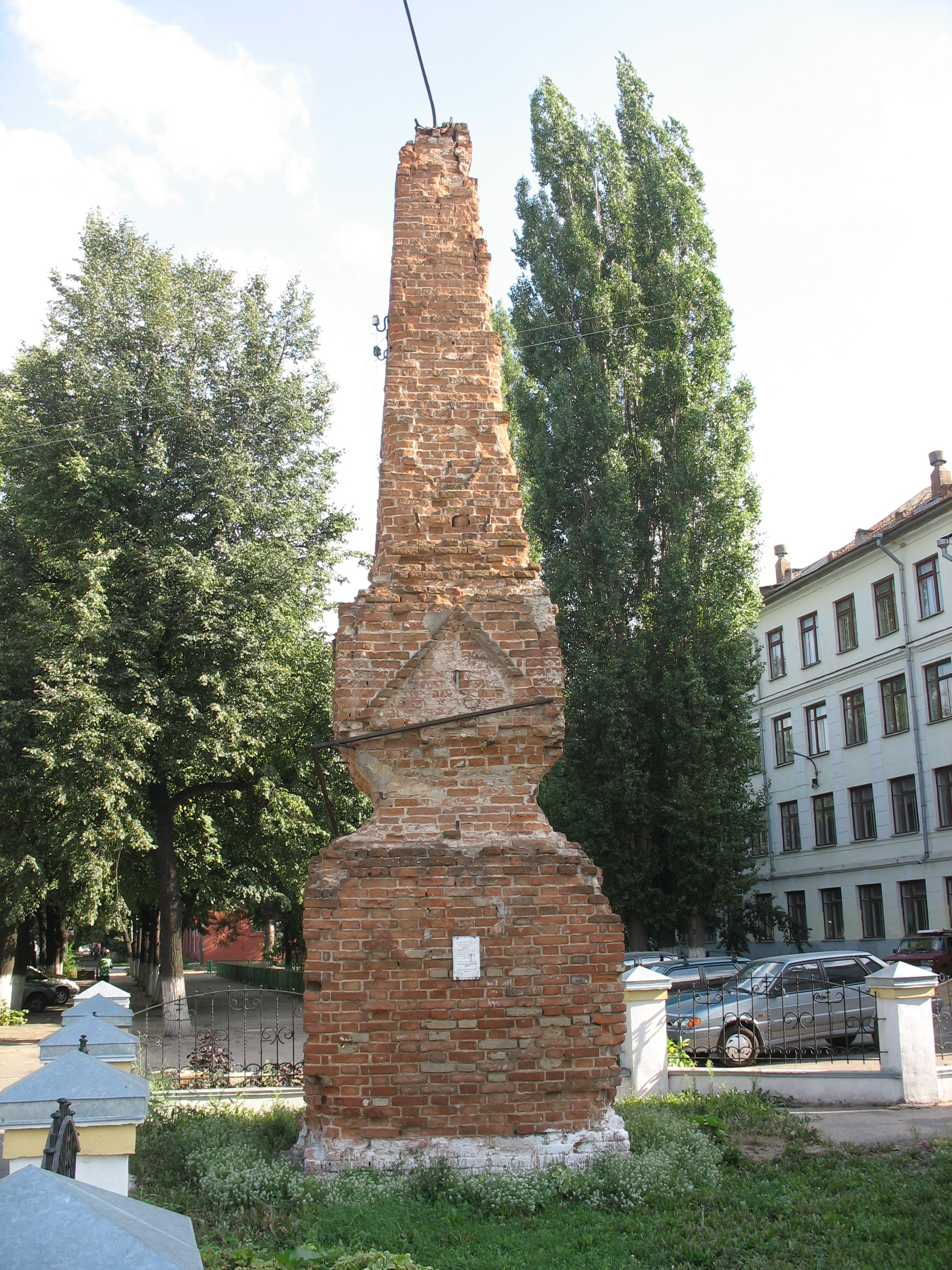
Входной пилон ограды Чугоновского кладбища